# Mendrin-Tountoghin
Mendrin-Tountoghin est une commune située dans le département de Gounghin de la province de Kouritenga dans la région du Centre-Est au Burkina Faso.